# Kizomba

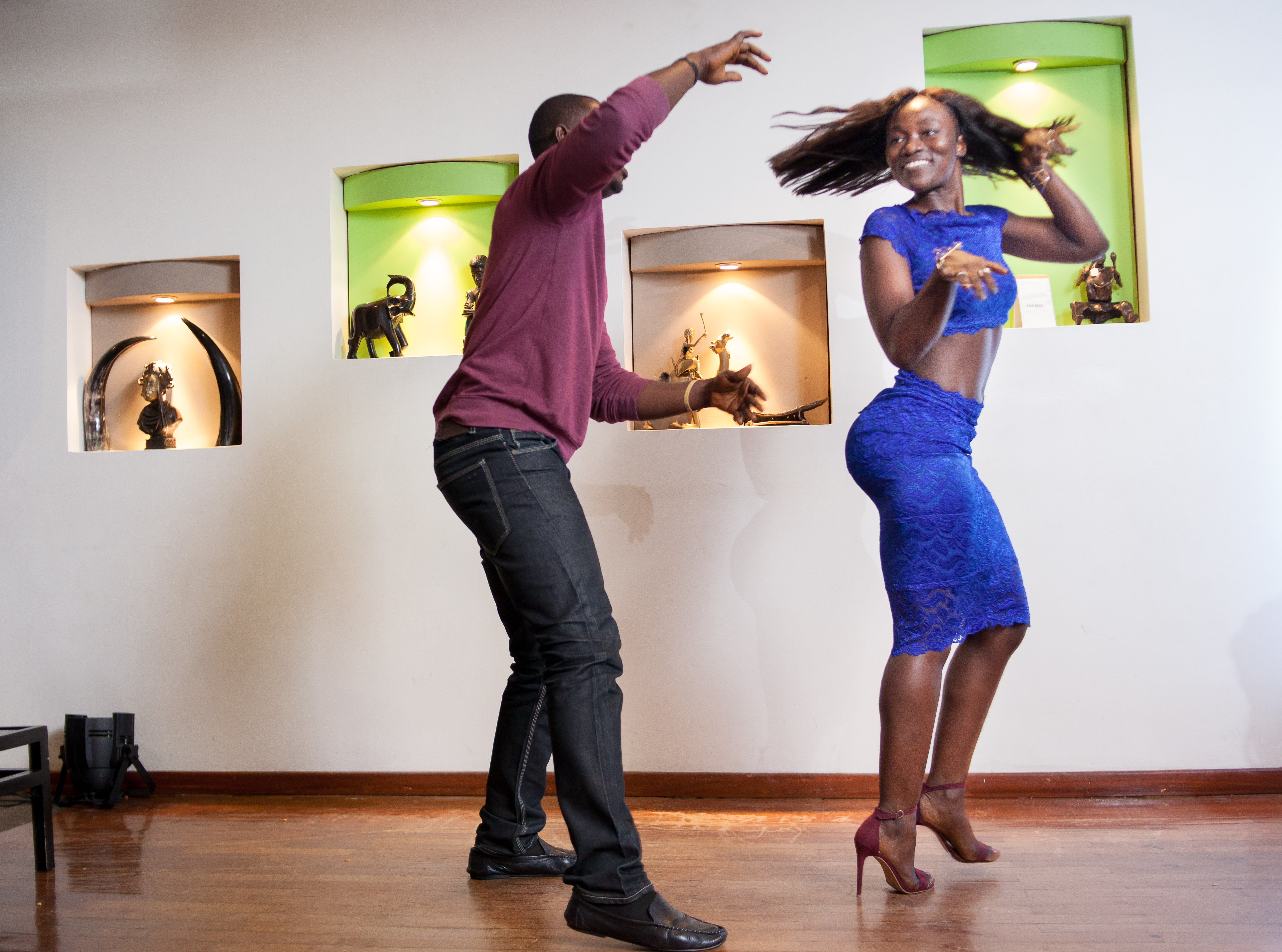
Kizomba

Kizomba is een dans- en muziekstijl die in de jaren tachtig (de muziek ontstond mogelijk al in de jaren zeventig) in Angola is ontstaan. Het is vooral bekend door de romantische en sensuele manier van dansen waarbij de vrouw licht tegen de man aanleunt en zich op die manier door hem laat leiden. Kizomba is verwant aan semba maar heeft een trager ritme. De muziek is verder beïnvloed door de zouk uit de Franse Antillen en de kompa uit Haïti.
Kizomba heeft zich later verspreid naar Kaapverdië.